# Kūki ningyō
Kūki ningyō (空気人形? lett. "Bambola d'aria") è un film del 2009 diretto da Hirokazu Kore-eda.

## Trama
Hideo vive una vita ordinaria, tranne per il fatto che la sua ragazza è una bambola gonfiabile. Hideo la tratta come una vera donna e vivono insieme un'immaginaria felicità domestica. Ma un giorno, quando la bambola prende vita e si sviluppa in lei una coscienza umana, si innamora di un altro uomo.